# Wojna plemników (album)
Wojna plemników – czwarty album zespołu Big Cyc wydany w 1993 przez Bass Records, w 1998 nakładem Silvertonu ukazała się reedycja albumu.

## Lista utworów
1. „Wojna plemników” – 4:10
2. „Towar schodzi cały dzień” – 2:55
3. „Od przyjaciół Moskali” – 5:10
4. „De mono” – 1:08
5. „Polska rodzina” – 4:05
6. „Bałkański turysta” – 3:10
7. „Synagoga dla pieroga” – 1:30
8. „Berlin Zachodni (dalsza część starej historii)” – 3:50
9. „Jazda” – 3:15
10. „Ostry dyżur” – 2:38
11. „Chuligani i złodzieje” – 3:57
12. „Kobiety z Sarajewa” – 4:05
13. „Piosenka o Solidarności czyli wszystko gnije” – 4:58

## Skład
- Jacek Jędrzejak – gitara basowa, śpiew
- Roman Lechowicz – gitary
- Jarosław Lis – perkusja
- Krzysztof Skiba – śpiew